# Revista de Historia del Derecho
Revista de Historia del Derecho publica investigaciones originales de derecho tanto de Argentina como iberoamericano, comprendiendo estudios sobre teoría y metodología de la historia jurídica, derechos indígenas, derecho indiano y derechos argentinos de los siglos XIX y XX.
La última entrega en edición de papel fue el número 36 correspondiente al año 2008. En la actualidad la revista se encuentra calificada en el "Latindex nivel 1", según el sistema establecido por el CAICET y el Consejo Nacional de Investigaciones Científicas y Técnicas (CONICET), también integra el proyecto SciELO y la Red de Revistas Científicas de América Latina y el Caribe.